# Polypedates cruciger
Espèce
Synonymes
- Polypedates biscutiger Peters, 1871

Statut de conservation UICN

 LC  : Préoccupation mineure
Polypedates cruciger est une espèce d'amphibiens de la famille des Rhacophoridae.

## Répartition
Cette espèce est endémique du Sud du Sri Lanka. Elle se rencontre entre 15 et 1 525 m d'altitude.

## Taxinomie
Les spécimens précédemment attribués à cette espèce et observés dans les Ghâts occidentaux en Inde sont désormais classés dans l'espèce Polypedates pseudocruciger.

## Description
L'holotype de Polypedates cruciger mesure 83 mm.

## Publications originales
- Blyth, 1852 : Report of Curator, Zoological Department. Journal of the Asiatic Society of Bengal, vol. 21, p. 341-358 (texte intégral).
- Peters, 1871 : Über einige Arten der herpetologischen Sammlung des berliner zoologischen Museums. Monatsberichte der Königlich preussischen Akademie der Wissenschaften zu Berlin, vol. 1, p. 644-653 (texte intégral).